# أندري توتوفيتسكي
أندري توتوفيتسكي (بالأوكرانية: Тотовицький Андрій Олександрович) (20 يناير 1993 في أوكرانيا - ) هو لاعب كرة قدم أوكراني في مركز الوسط. شارك مع منتخب أوكرانيا تحت 21 سنة لكرة القدم. أما مع النوادي، فقد لعب مع زوريا لوهانسك ونادي شاختار دونيتسك وFC Shakhtar-3 Donetsk ‏ ونادي إيليتشيفيتس ماريوبول.

## روابط خارجية
- أندري توتوفيتسكي على موقع الاتحاد الأوربي (الإنجليزية)
- أندري توتوفيتسكي على موقع اتحاد أوكرانيا (الإنجليزية)
- أندري توتوفيتسكي على موقع قاعدة بيانات كرة القدم.إي يو (الإنجليزية)
- أندري توتوفيتسكي على موقع Soccerway.com (الإنجليزية)
- أندري توتوفيتسكي على موقع عالم كرة القدم.نت (الإنجليزية)
- أندري توتوفيتسكي على موقع AS.com (الإسبانية)